# NGC 1693
NGC 1693 је расејано звездано јато у сазвежђу Златна риба које се налази на NGC листи објеката дубоког неба.
Деклинација објекта је - 69° 20' 37" а ректасцензија 4h 47m 38,8s. Привидна величина (магнитуда) објекта NGC 1693 износи 12,9 а фотографска магнитуда 13,2. NGC 1693 је још познат и под ознакама ESO 56-SC2.